# Корбень (Олт)
Корбень, Корбені (рум. Corbeni) — село у повіті Олт в Румунії. Адміністративно підпорядковане місту Балш.
Село розташоване на відстані 157 км на захід від Бухареста, 20 км на захід від Слатіни, 24 км на схід від Крайови.

## Населення
За даними перепису населення 2002 року у селі проживали 722 особи, усі — румуни. Усі жителі села рідною мовою назвали румунську.